# Alfred Jules Ayer
Alfred Jules Ayer (Londres, 29 de octubre de 1910-Londres, 27 de junio de 1989) fue un pedagogo y filósofo británico, promotor del positivismo lógico y divulgador en Inglaterra de la obra y de la filosofía del Círculo de Viena.  
Ayer considera que la filosofía oxoniense del «lenguaje corriente» no es, ni es deseable que sea, una pura «filosofía lingüística», sino un análisis del lenguaje en tanto que describe hechos. De no ser tal, la filosofía lingüística se convertiría en un fin en sí misma o. mejor, en un medio que pretendería pasar por fin. Pues la filosofía se debe interesar en las «fotografías» y no solo en «el mecanismo de la cámara fotográfica». Por otro lado, la filosofía no debe ni tratar solo de hechos, ni solo de teorías, sino de los «rasgos arquitectónicos de nuestro sistema conceptual» en tanto que este sistema pretende describir o explicar hechos. Lo cual marca, como Ayer reconoce, un cierto «retorno a Kant», bien que a un Kant sin ninguna “antropología a priori”
Entre otras de sus obras se encuentran Pensamiento y significación (1947), Los fundamentos del conocimiento empírico (1950), El problema del conocimiento (1956), Filosofía y lenguaje (1961), Hume (1980), La filosofía del siglo XX (1982).

## Biografía
Ayer nació en Londres en 1910 el seno de una familia muy acaudalada. Su madre era Reine Citroën, miembro de la familia judeo-neerlandesa que había fundado la compañía de automóviles francesa Citroën. Su padre era un financiero suizo que trabajaba para la Familia Rothschild.
Fue educado en el elitista colegio Eton, y estudió lenguas clásicas en la Universidad de Oxford. Al graduarse en 1932, Ayer pasó unos meses en Viena, donde estuvo en contacto con el Círculo de Viena. Aunque Ayer no hablaba alemán, pudo comunicarse con algunos de sus miembros como Rudolf Carnap, y conoció a Willard Quine. A su regreso a Inglaterra, vivió de la riqueza familiar hasta publicar en 1936 Lenguaje, verdad y lógica, basada en los apuntes que tomó durante su estancia en Viena. La obra, en sí misma poco más que un resumen de las tesis del positivismo lógico vienés, tuvo no obstante gran éxito debido sobre todo a que introdujo el positivismo lógico en el Reino Unido. Esto convirtió a Ayer en el 'enfant terrible' de la filosofía británica de la época de la noche a la mañana. 
Tras servir en Inteligencia Militar durante la Segunda Guerra Mundial, Ayer volvió a la Universidad de Oxford en 1945 como fellow de Wadham College. Insatisfecho con su vida social en Oxford, al año siguiente entró en la Universidad de Londres, donde dio clases entre 1946 y 1959 al tiempo que desarrollaba un faceta pública en la radio y la televisión. Para un académico, Ayer fue una figura excepcionalmente bien conectada en su época, con estrechos vínculos con la "alta sociedad" y el establishment al que él mismo y su familia pertenecían. Sin gran presión para progresar en su carrera académica, Ayer dedicó esos años a su faceta más social, frecuentando clubs de Londres y Nueva York y acudiendo a fiestas de sociedad de manera asidua. 
En 1959 aceptó la Cátedra Wykeham de Lógica en Oxford, que ostentó hasta su jubilación en 1978. Al año siguiente, se casó en segundas nupcias con Dee Wells (1925-2003), una afamada periodista americana con quien tuvo un hijo. Tras su jubilación de su cátedra en Oxford en 1978, Ayer se dedicó a dar conferencias por diversas universidades de los Estados Unidos, donde pasaba largas temporadas. En 1983 se divorció de Wells y se casó con Vanessa Salmon, la exesposa del político Nigel Lawson. A la muerte de la misma en 1985, en 1989 se volvió a casar con Dee Wells. Ayer también tuvo una hija con la columnista de Hollywood Sheilah Graham Westbrook. Ayer falleció el 27 de junio de 1989 en Londres.

##### Valoración
Aunque como filósofo fue poco original y poco productivo, Ayer supo explotar sus conexiones sociales para medrar en la carrera académica, y difundir a través de ella las ideas del Círculo de Viena. Su principal logro está en popularizar el positivismo lógico en el Reino Unido, que tendría un gran impacto en la generación de filósofos que lo siguió. Era asimismo un agudo y estimulante conversador; muchos jóvenes filósofos del Oxford de aquella época, como Thomas Nagel, Peter Unger, Jerry Cohen, John Searle, o Bernard Williams lo apreciaban mucho por esa razón. De hecho, gran parte de su reconocimiento se debe a la popularidad personal del propio Ayer entre los filósofos que lo conocieron y sus seguidores.
En la actualidad, Ayer, de gran vanidad personal, es más recordado por las numerosas anécdotas sociales que lo rodean. Quizá la más famosa es la que se produjo en 1987 durante una fiesta organizada por el diseñador de moda Fernando Sánchez. Ayer, entonces de 77 años, se enfrentó a Mike Tyson, a quien sorprendió intentando abusar sexualmente de la (entonces) poco conocida modelo Naomi Campbell. Cuando Ayer exigió que Tyson se detuviera, el boxeador supuestamente preguntó: "¿Sabes quién diablos soy? Soy el campeón mundial de pesos pesados", a lo que Ayer respondió: "Y yo soy el ex catedrático Wykeham de lógica. Ambos somos preeminentes en nuestro campo. Sugiero que hablemos de esto como hombres racionales". Ayer y Tyson luego comenzaron a discutir, permitiendo que Campbell escapara.

## Lenguaje, verdad y lógica
La obra principal de Ayer fue Lenguaje, verdad y lógica, publicada en 1936. En ella defendió las tesis capitales del positivismo o empirismo lógico, en particular la doctrina estricta de la verificación, la separación completa entre enunciados lógicos (tautológicos) y enunciados empíricos, la imposibilidad de la metafísica por constituir un conjunto de pseudoproposiciones, es decir, de enunciados que no pueden ser ni verificados empíricamente ni incluidos dentro del cálculo lógico y, finalmente, la necesidad de reducir la filosofía al análisis. En la segunda edición de la mencionada obra, Ayer sometió algunas de las citadas tesis a revisión. En particular sucedió esto con el Principio de verificación, que admitió no solamente en un sentido «fuerte», sino también, y sobre todo, en un sentido «débil», proporcionando, por consiguiente, un criterio más «liberal» del mismo. Sometió asimismo a revisión su tesis de lo a priori como puramente analítico tautológico. Finalmente, insistió en los problemas que plantea el conocimiento empírico. Estos últimos problemas le condujeron en su obra sobre las bases del conocimiento empírico a un examen a fondo de los datos de los sentidos (sense data), con la conclusión de que no se trata de estados mentales, pero tampoco de modificaciones de ninguna substancia, física o biológica.